# Kanton Oyonnax
Kanton Oyonnax (fr. Canton d'Oyonnax) je francouzský kanton v departementu Ain v regionu Rhône-Alpes. Skládá se ze dvou obcí. Kanton vznikl v roce 2015.

## Obce kantonu
- Arbent
- Oyonnax